# Christian Hauvette
Christian Hauvette (ur. 30 listopada 1944 w Marsylii, zm. 25 kwietnia 2011) – francuski architekt.

## Życiorys
W 1969 ukończył studia na wydziale architektury l'École nationale des beaux-arts oraz urbanistykę w l'Institut de l'université de Paris. Równocześnie od 1965 do 1967 uczył się pod kierunkiem Jean Prouvé i Rolanda Barthesa w Konserwatorium Sztuk i Rzemiosła (Conservatoire national des arts et métiers). W latach 1972–1974 studiował w École Practique des Hautes Etudes, gdzie napisał pracę z tezy semiotyki przestrzeni. Od 1974 był członkiem grupy badań i testów filmowych, równocześnie założył autorskie biuro architektoniczne. Do jego wczesnych dużych realizacji należą projekty m.in. Wydział Prawa Uniwersytetu Bretońskiego w Brest (1984) i budynek Regionalnej Izby Skarbowej w Rennes (1987). W 1986 otrzymał nagrodę państwową przyznawaną za realizację projektów budynków użyteczności publicznej, która spowodowała, że zaczął realizować zamówienia na liczne obiekty użytkowe. W 1991 projekt obiektu oświatowego w Clermont-Ferrand otrzymał Nagrodę Narodową w dziedzinie architektury. Od 1994 wykładał architekturę w Bretanii i w Wersalu. Był autorem licznych publikacji, monografii i felietonów.

## Wybrane projekty
- l'école nationale Louis-Lumière w Noisy-le-Grand (1989);
- le Lycée d'enseignement technologique w Clermont-Ferrand (1991);
- l'École nationale supérieure d'ingénieurs (Wyższa Szkoła Inżynierska) w Le Mans (1999);
- Biura dla władz oświatowych na Martynice w Fort-de-France (1994) oraz podobne w Gujanie Francuskiej w Cayenne (2007);
- l'Agence française de développement (budynek Agencji rozwoju) (1998);
- Zespół obiektów biurowych lipark logistyczny w Paryżu (2003);
- Budynki mieszkalne w Rennes i Paryżu.